# František Antonín Bernard
František Antonín Bernard (23. července 1914 Staré Křečany – 17. června 1980 Nový Zéland) byl československý stíhací pilot, který ve druhé světové válce působil nejprve ve francouzské L'armee de l'air (1940) a potom v britské Royal Air Force (1940–1947, 1950–1964), v níž byl během bitvy o Británii členem československé 310. perutě (krátce v letech 1940 a 1944–1945) a 313. perutě (1942–1943).

## Život
Pocházel ze Šluknovska, což tehdy byla oblast s převažující němčinou, ale do svého pilotního průkazu jako mateřský jazyk uvedl češtinu. Po absolvování pěti tříd obecné a tří tříd měšťanské školy se vyučil leteckým mechanikem, v roce 1936 absolvoval poddůstojnickou vojenskou leteckou školu v Chebu a poté v roce 1937 elementární pilotní výcvik na vojenské letecké akademii v Prostějově a stíhací výcvik na vojenské akademii v Hradci Králové.
V březnu 1939 se stal vojínem, do té doby nalétal 269 letových hodin. Po okupaci Československa v roce 1939 se vydal do Polska a v červenci 1939 odcestoval s dalšími 189 československými vojenskými uprchlíky z Gdyně na lodi „SS Kastelholm“ do Calais. Sstejně jako další českoslovenští piloti byl převelen k francouzskému letectvu a od září se v Chartres přeškoloval na francouzská letadla (Potez XXV, Morane-Saulnier MS.230, Morane-Saulnier MS-406c). V květnu 1940 byl spolu se svými krajany Stanislavem Plzákem, Karlem Šedou, Josefem Hýblerem a Bohumírem Fürstem převelen do Chissey.  Po kapitulaci Francie cestoval přes Oran, Casablancu a Gibraltar do Liverpoolu, kam dorazil 12. července 1940.
Jako vycvičený pilot byl František A. Bernard rychle převelen do Cosfordu, kde 27. července 1940 zahájil výcvik u RAF a výuku angličtiny. Dne 6. srpna 1940 byl převelen k nově zformované 310. československé peruti v Duxfordu, aby se přeškolil na stíhačky Hawker Hurricane. Tam se setkal s i Františkem Fajtlem.
10. září byl spolu s dalším československým kolegou Rudolfem Roháčkem převelen k 601. peruti RAF, která byla vybavena letouny Hurricane Mk. I a dislokována v Exeteru. 28. října 1940 byli Bernard a Roháček převeleni k 238. peruti v Middle Wallop, která byla rovněž vybavena letouny Hurricane Mk. I. Tam dosáhl svého prvního sestřelu, když sestřelil 23. března 1941 poblíž Arundelu v Západním Sussexu německý Ju 88.
1. května 1941 byl převelen k 32. peruti se základnou v Angle v jižním Walesu, která byla vybavena stíhacími letouny Hurricane Mk IIa. Dne 10. června 1941 nad Irským mořem u Carnsore Point poblíž Rosslare dosáhl svého druhého a posledního sestřelu ve druhé světové válce úspěšným zásahem Heinkelu He 111H.
18. října 1941 byl převelen do Ústřední letecké školy, kde absolvoval instruktorský kurz, a od prosince 1941 do srpna 1942 pak sloužil jako instruktor létání. 6. srpna 1942 se opět vrátil k operačním leteckým službám u 313. československé perutě a létal zde do 22. června 1943, kdy byl přidělen k letce 1648. Dne 16. března 1944 byl v nové hodnosti F/Lt, své konečné hodnosti u RAF, převelen k výcvikové letce  na základně RAF Little Horwood v Bucks, kde v rámci výcviku nových posádek bombardérů simuloval vzdušné boje s letouny Tomahawk.
5. května 1944 byl převelen do velitelství 19. stíhací skupiny jako dočasný styčný důstojník k československému generálnímu inspektorátu (CIG). 22. května 1944 se vrátil k operačním leteckým službám a byl znovu převelen k 310. československé peruti, nyní sídlící v Appledramu v Sussexu. Tam se stal velitelem perutě B, která se připravovala na den D. U 310. československé perutě zůstal až do konce války.
V srpnu 1945 se vrátil do Československa v hodnosti poručíka československého letectva, v únoru 1946 byl demobilizován v hodnosti nadporučíka. Po komunistickém převzetí Československa v únoru 1948 ho přítel, policista, varoval před zatčením s tím, že je na seznamu bývalých pilotů RAF. Podařilo se mu uprchnout do americké okupační zóny v Německu a po dvou letech v táboře pro zajatce se vrátil do Anglie, kde se v roce 1950 opět připojil k RAF. Byl nasazen do Keni, kde proti tehdejší britské koloniální vládě probíhalo povstání Mau Mau. V červenci 1964 odešel z RAF a žil potom na Novém Zélandu, kde v roce 1980 zemřel.

## Ocenění
Získal několik vyznamenání:
- Československý válečný kříž (5x)
- Válečný kříž s palmou (Francie)
- Hvězda se sponou z bitvy o Británii
- Kříž leteckých sil (britský)

Od roku 1993 je jeho jméno uvedeno v seznamu československých pilotů – účastníků bitvy o Británii na pamětní zdi u Památníku bitvy o Británii v Doveru, od roku 2005 je F. A. Bernard připomínán na Památníku bitvy o Británii v Londýně. Jeho jméno je od roku 2017 také na památníku Okřídlený lev na pražském Klárově, spolu se jmény dalších československých mužů a žen, kteří sloužili v RAF během druhé světové války. Na návsi v jeho rodné obci Staré Křečany připomíná F. A. Bernarda od roku 2019 kamenný obelisk s pamětní deskou.